# Konstanty Haller
Konstanty Haller (ur. 2 czerwca 1874 w Pułtusku, zm. 9 listopada 1959 w Warszawie) – pułkownik saperów inżynier Wojska Polskiego II RP.

## Życiorys
Konstanty Haller urodził się 2 czerwca 1874 roku w Pułtusku. Syn Włodzimierza i Marii z Puksztów. 
W 1891 roku ukończył Pskowski Korpus Kadetów, a dwa lata później Konstantynowską Szkołę Wojskową w Petersburgu. Do 1899 roku był oficerem 2 Brygady Artylerii Grenadierów. W 1902 roku ukończył Nikołajewską Akademię Inżynieryjną w Petersburgu, po czym wyznaczono go na kierownika robót budowlanych i fortyfikacyjnych w Dagestańskim Dystansie Inżynieryjnym, gdzie przebywał do 1910 roku. W 1902 ożenił się też z Heleną Jałozo. W latach 1911–1918 pracował na różnych stanowiskach kierowniczo-budowlanych w Fortecy Grodzieńskiej m.in. przy budowie Twierdzy Karsie 1911–1915. W lipcu 1918 roku dostał się pod władzę wojskową kozaków dońskich i wyznaczony został na szefa bazy materiałowej, a w roku następnym – na szefa oddziału budowlanego Zarządu Wojskowych Inżynierów Wojska Dońskiego w Armii gen. Antona Denikina. Następnie był inżynierem Korpusu Dońskiego i szefem Wojskowego Zarządu Inżynieryjnego Wojsk Dońskich. 
Pod koniec 1920 roku ewakuował się z resztkami Armii Ochotniczej gen. Wrangla do Konstantynopola, skąd przy pomocy konsulatu polskiego przyjechał do Polski.
1 stycznia 1921 roku rozpoczął służbę w Wojsku Polskim na stanowiskach: szef sekcji organizacyjnej Departamentu Budownictwa Ministerstwa Spraw Wojskowych, zastępca szefa Departamentu V Inżynierii i Saperów Ministerstwa Spraw Wojskowych. W 1923 roku jako oficer nadetatowy w 1 batalionie saperów Legionów został pierwszym komendantem Oficerskiej Szkoły Inżynierii, którą organizował i skutecznie kierował do 1927 roku. W latach 1922–1927 był redaktorem naczelnym pierwszego technicznego miesięcznika wojskowego Saper i Inżynier Wojskowy, a od 1927 roku – członkiem komitetu redakcyjnego Przeglądu Wojskowo-Technicznego. Z dniem 1 marca 1927 roku został mu udzielony dwumiesięczny urlop z zachowaniem uposażenia, a z dniem 30 kwietnia 1927 roku został przeniesiony w stan spoczynku. W 1934, jako oficer stanu spoczynku pozostawał w ewidencji Powiatowej Komendy Uzupełnień Warszawa Miasto III. Posiadał przydział do Oficerskiej Kadry Okręgowej Nr I. Był wówczas „w dyspozycji dowódcy Okręgu Korpusu Nr I”.
Po zwolnieniu z wojska pracował jako prezes i kierownik techniczny spółdzielni mieszkaniowej Domy Spółdzielcze. W latach 20. był członkiem władz Wojskowego Klubu Samochodowego i Motocyklowego. W marcu 1936 roku generał brygady Mieczysław Dąbkowski powołał go na stanowisko inspektora technicznego w Inspektoracie Saperów Sztabu Głównego. Zmarł 9 listopada 1959 roku w Warszawie. Pochowany na Powązkach (kwatera 301).

## Awanse
- podporucznik – 1893[2]
- sztabskapitan – 1901[2]
- kapitan – 1902[2]
- podpułkownik – 1914[2]
- pułkownik – luty 1915 – w Wojsku Polskim ze starszeństwem z dniem 1 czerwca 1919[4]

## Ordery i odznaczenia
- Krzyż Oficerski Orderu Odrodzenia Polski – dwukrotnie (2 maja 1923[10][11][12] i 1955[13])
- Złoty Krzyż Zasługi – Polska
- Order Świętej Anny II i III klasy – Rosja
- Order Świętego Stanisława II i III klasy – Rosja
- Order Świętego Włodzimierza III i IV klasy – Rosja
- Kawaler Orderu Gwiazdy Czarnej – Francja[14]
- Kawaler Orderu Palm Akademickich – Francja
- Komandor Orderu Św. Sawy – Jugosławia

## Opinie
W opinii o nim napisano w 1926 roku – „(...) charakter prawy, dba o podwładnych, uparty, jako fortyfikator wzorowy, taktycznie bardzo dobry, szybki w działaniu, dobrze orientuje się w nowej sytuacji, łagodny dla szkolonych”. Gen. Dąbkowski w 1938 roku napisał o nim: „(...) posiada duże doświadczenie w budownictwie fortyfikacji stałych, wyniesione ze służby w armii rosyjskiej. Jest niezastąpiony przy opracowywaniu instrukcji technicznych i rozstrzyganiu trudniejszych problemów techniczno-fortyfikacyjnych”.